# Jeziora Ameryki Północnej
Większość jezior Ameryki Północnej to jeziora pochodzenia polodowocowego, powstałe na obszarze zlodowacenia plejstoceńskiego. Największe ich zgrupowanie, Wielkie Jeziora Północnoamerykańskie, to największy na Ziemi zbiornik słodkiej wody. Inne przykłady jezior polodowcowych to kanadyjskie Wielkie Jezioro Niewolnicze, Wielkie Jezioro Niedźwiedzie, jeziora Athabaska, Reniferowe czy Winnipeg. Mniejsze jeziora polodowcowe typu górskiego znaleźć można w Kordylierach. W Górach Kaskadowych występują niewielkie powulkaniczne jeziora kraterowe. Na obszarze tarczy kanadyjskiej znaleźć można kilka przykładów jezior meteorytowych.
Na obszarze Wielkiej Kotliny znaleźć można jeziora reliktowe, stanowiące pozostałość wielkich jezior plejstoceńckich, które w suchym klimacie uległy znacznemu zmniejszeniu i zasoleniu. Przykładem takiego jeziora jest Wielkie Jezioro Słone.
Rzadsze są przykłady jezior pochodzenia lagunowego (na wybrzeżu Oceanu Atlantyckiego i Zatoki Meksykańskiej) oraz krasowego (na Florydzie i na przedgórzu Appalachów).
W Ameryce Środkowej znaleźć można przykłady jezior pochodzenia tektonicznego (Nikaragua, Managua) i kraterowego.

## Największe jeziora Ameryki Północnej i Środkowej
| jezioro               | powierzchnia w km² | maksymalna głębokość | wysokość m n.p.m. | dorzecze                     | państwa                   |
| --------------------- | ------------------ | -------------------- | ----------------- | ---------------------------- | ------------------------- |
| Górne                 | 82414              | 406                  | 183               | Rzeka Świętego Wawrzyńca     | Stany Zjednoczone, Kanada |
| Huron                 | 59576              | 228                  | 177               | Rzeka Świętego Wawrzyńca     | Stany Zjednoczone, Kanada |
| Michigan              | 57850              | 281                  | 177               | Rzeka Świętego Wawrzyńca     | Stany Zjednoczone         |
| Wielkie Niedźwiedzie  | 31080              | 413                  | 156               | Mackenzie                    | Kanada                    |
| Wielkie Niewolnicze   | 28930              | 600                  | 156               | Mackenzie                    | Kanada                    |
| Erie                  | 25744              | 64                   | 174               | Rzeka Świętego Wawrzyńca     | Stany Zjednoczone, Kanada |
| Winnipeg              | 24530              | 214                  | 217               | Nelson                       | Kanada                    |
| Ontario               | 19521              | 236                  | 75                | Rzeka Świętego Wawrzyńca     | Stany Zjednoczone, Kanada |
| Nikaragua             | 8026               | 70                   | 34                | San Juan                     | Nikaragua                 |
| Athabaska             | 7920               | 260                  | 213               | Mackenzie                    | Kanada                    |
| Reniferowe            | 6400               |                      | 350               | Churchill                    | Kanada                    |
| Winnipegosis          | 5400               | 254                  | 253               | Nelson                       | Kanada                    |
| Nettilling            | 5066               |                      | 30                | Koukdjuak                    | Kanada                    |
| Leśne                 | 4900               | 26                   | 323               | Nelson                       | Stany Zjednoczone, Kanada |
| Nipigon               | 4843               | 165                  | 260               | Rzeka Świętego Wawrzyńca     | Kanada                    |
| Manitoba              | 4700               | 28                   | 248               | Nelson                       | Kanada                    |
| Wielkie Słone         | 4531               | 15                   | 1280              | bezodpływowe                 | Stany Zjednoczone         |
| Dubawnt               | 3583               |                      | 236               | Thelon                       | Kanada                    |
| Melville’a            | 3452               | 217                  |                   | Churchill                    | Kanada                    |
| Amadjuak              | 3115               |                      | 113               | Koukdjuak                    | Kanada                    |
| Indiańskie Południowe | 3100               |                      | 254               | Churchill                    | Kanada                    |
| Wollaston             | 2681               |                      | 398               | Mackenzie                    | Kanada                    |
| Iliamna               | 2622               |                      |                   | Kvichak                      | Stany Zjednoczone         |
| Okeechobee            | 1800-2600          | 6                    |                   |                              | Stany Zjednoczone         |
| Nueltin               | 2279               |                      | 278               | Thlewiaza                    | Kanada                    |
| Mistassini            | 2175               |                      | 372               | Rupert                       | Kanada                    |
| Baker                 | 1887               |                      |                   | Thelon                       | Kanada                    |
| Seul                  | 1658               | 55                   | 357               | Nelson                       | Kanada                    |
| Pontchartrain         | 1500               |                      |                   |                              | Stany Zjednoczone         |
| Claire                | 1437               |                      | 213               | Mackenzie                    | Kanada                    |
| Cree                  | 1435               |                      | 487               | Mackenzie                    | Kanada                    |
| La Ronge              | 1414               |                      | 364               | Churchill                    | Kanada                    |
| Lac à l’Eau Claire    | 1383               |                      | 241               | rivière à l'Eau Claire       | Kanada                    |
| Cedar                 | 1353               |                      | 253               | Saskatchewan                 | Kanada                    |
| Champlain             | 1300               | 122                  |                   | Rzeka Świętego Wawrzyńca     | Stany Zjednoczone, Kanada |
| Bienville             | 1246               |                      | 426               | Grande rivière de la Baleine | Kanada                    |
| Małe Niewolnicze      | 1194               | 3                    | 577               | Mackenzie                    | Kanada                    |
| Aberdeen              | 1100               |                      | 80                | Thelon                       | Kanada                    |
| Chapala               | 1100               | 33                   | 1500              | Río Grande de Santiago       | Meksyk                    |
| Bras d’Or Lake        | 1099               |                      |                   |                              | Kanada                    |
| Napaktulik            | 1080               |                      | 381               | Coppermine                   | Kanada                    |
| Saint Clair           | 1060               |                      |                   | Rzeka Świętego Wawrzyńca     | Stany Zjednoczone, Kanada |
| Managua               | 1035               | 20                   | 37                | San Juan                     | Nikaragua                 |
| Saint-Jean            | 1003               | 63                   | 98                | Rzeka Świętego Wawrzyńca     | Kanada                    |
| Abitibi               | 932                |                      | 265               | Abitibi i Moose              | Kanada                    |
| Rainy                 | 932                |                      | 338               | Nelson                       | Kanada, Stany Zjednoczone |
| Nipissing             | 906                |                      | 196               | Rzeka Świętego Wawrzyńca     | Kanada                    |
| Atlin                 | 775                |                      | 668               | Jukon                        | Kanada                    |
| Delisle’a             | 712                |                      |                   |                              | Kanada                    |
| Izabal                | 590                | 18                   | 8                 | Dulce                        | Gwatemala                 |
| Winnebago             | 560                |                      |                   |                              | Stany Zjednoczone         |
| Tahoe                 | 497                | 501                  | 1899              |                              | Stany Zjednoczone         |
| Babine                | 495                |                      | 711               | Babine                       | Kanada                    |
| Yellowstone           | 363                |                      |                   |                              | Stany Zjednoczone         |
| Utah                  | 360                |                      |                   |                              | Stany Zjednoczone         |
| Yojoa                 | 285                |                      | 700               |                              | Honduras                  |
| Enriquillo            | 265                |                      | -46               | bezodpływowe                 | Dominikana                |
| Étang Saumâtre        | 168                |                      |                   |                              | Haiti                     |
| Petén Itzá            | 120                | 160                  |                   |                              | Gwatemala                 |
| Ilopango              | 72                 |                      | 442               |                              | Salwador                  |
| El Golfete            | 61                 |                      |                   | Dulce                        | Gwatemala                 |
| Masaya                | 19,5               | 76,5                 | 121               |                              | Nikaragua                 |